# Générer et tester
En informatique, l'algorithme Générer et tester est une méthode de résolution de problème. La méthode consiste à générer l'ensemble des solutions candidates et à vérifier a posteriori si chacune des solutions candidates générées est une solution valide du problème.